# Сумм, Александра
Александра Сумм (фр. Alexandra Soumm; род. 17 мая 1989, Москва) — французская скрипачка, лауреат диплома 1 степени юношеского конкурса «Евровидение».

## Биография
Родилась в 1989 году в Москве в семье музыкантов. Родители переселились во Францию, когда дочери было два года. Училась игре на скрипке с пяти лет под руководством отца. Первый концерт дала в возрасте семи лет. Продолжила обучение у профессора Бориса Кушнира в Вене, поступив в 2000 году в Венскую консерваторию и Университет музыки и театра Граца
В 2004 году стала победителем конкурса «Евровидение» для юных музыкантов в Люцерне. Была удостоена стипендии имени Герберта фон Караяна. В настоящее время живёт в Париже.
Выступает с сольными (среди престижных залов, где она выступала: Лувр, Дворец изящных искусств в Брюсселе, Уигмор-холл, Концертный зал Мариинского театра) и симфоническими концертами. Среди известных оркестров, с которыми сотрудничала скрипачка: Детройтский симфонический оркестр, Лос-Анджелесский филармонический оркестр, Национальный оркестр Капитолия Тулузы, Нюрнбергский симфонический оркестр, Королевский шотландский национальный оркестр, Национальный филармонический оркестр России, Израильский филармонический оркестр, Симфонический оркестр NHK и другие.
Систематически участвует в ежегодных международных музыкальных фестивалях: Лугано, Шлезвиг-Гольштейн, Дубровник, Сен-Дени, Безансон, Монпелье, Монтрё. В репертуаре произведения от немецкого барокко до сочинений композиторов начала XXI века.
В 2008 году начала сотрудничество с фирмой звукозаписи Claves диском с записями скрипичных концертов Никколо Паганини и Макса Бруха. Интересы Александры Сумм представляет агентство Askonas Holt.
Играет на скрипке работы Джованни Баттисты Гваданьини (изготовлена в Турине в 1785 году), которая также известна как «экс-Кавакос». Инструмент был предоставлен скрипачке программой London Music Masters Award, лауреатом премии которой она стала в 2012 году.
Среди наиболее ярких скрипачей, оказавших на неё влияние, называет Яшу Хейфеца (в детстве) и Давида Ойстраха (в юности). В интерпретации барочной музыки её ориентиром является стиль Жорди Саваля.

## Общественная деятельность
С 2012 года сотрудничает с некоммерческой организацией Esperanz’Arts. Эта организация деятелей искусства ставит задачу выступать перед теми, кто по тем или иным причинам оказался вне социума. Сама Александра Сумм об этом говорит так:

«У меня с детства были две мечты: выступать на сцене и помогать тем людям, которым никто не помогает. Свой первый концерт я сыграла в 7 лет, и с той поры поняла: это — мое. А до того просто обожала сцену в любой форме, и мне неважно было, что именно делать — играть, петь или танцевать. Потом, в какой-то момент, я поняла: этого недостаточно. Вот и пришлось подумать, как совместить занятия благотворительностью с сольными выступлениями. С одной стороны, я должна развивать свой талант, если уж Богу вольно было им меня наградить».

С 2013 года Александра Сумм участвует в музыкально-образовательном проекте El Sistema France. Принимает участие в проектах London Music Masters, предназначенных для детской аудитории.

## Дискография
- Grieg: The Violin Sonatas, Op. 8, Op. 13 & Op. 45. Alexandra Soumm, David Kadouch. Claves. 2010. CD. EAN 7619931100227[9].
- Bruch: Violin Concerto No. 1 — Paganini: Violin Concerto No. 1. Alexandra Soumm, Georg Mark, Deutsche Staatsphilharmonie Rheinland-Pfalz. Claves. 2008. CD. EAN 7619931280820[10].

## Награды
- 2002 — Гран-при Vienna Conservatory Competition.
- 2004 — Лауреат конкурса «Евровидение» для юных музыкантов в Люцерне.
- 2010 — Премия BBC Young Generation[11].
- 2012 — Лауреат премии London Music Masters (вручается один раз в три года трём наиболее талантливым скрипачам в возрасте от 16 до 25 лет)[12].